# Saison 2 d'Une grenade avec ça ?
Chronologie
Saison 1 Saison 3
Cet article présente le guide des épisodes de la deuxième saison de la série télévisée québécoise Une grenade avec ça? dans l'ordre de la première diffusion.

## Liste des épisodes

### Épisode 1:Sauver le soldat Boutin
- Québec : sur VRAK

### Épisode 2:Une affaire de famille
- Québec : sur VRAK

### Épisode 3:Le Vol à la main presque armée
- Québec : sur VRAK

### Épisode 4:Pepito-Pierre mi Corazon
- Québec : sur VRAK

### Épisode 5:La Convention Plutoniax
- Québec : sur VRAK

### Épisode 6:Le Resto hanté
- Québec : sur VRAK

### Épisode 7:La Descente aux enfers de Jean-Régis
- Québec : sur VRAK

### Épisode 8:Alerte au SREF
- Québec : sur VRAK

### Épisode 9:La Méthode Saskatchewan
- Québec : sur VRAK

### Épisode 10:Mémoires d'un amnésique
- Québec : sur VRAK

### Épisode 11:Sonia, princesse des chœurs
- Québec : sur VRAK

### Épisode 12:Hubert, un ami qui vous veut du bien
- Québec : sur VRAK

### Épisode 13:Vérité ou conséquence
- Québec : sur VRAK

### Épisode 14:La Caissière de l'année
- Québec : sur VRAK

### Épisode 15:Le Motivateur démotivé
- Québec : sur VRAK

### Épisode 16:L'Héritage
- Québec : sur VRAK

### Épisode 17:La Keninmania
- Québec : sur VRAK

### Épisode 18:Anaïs au Creighton News
- Québec : sur VRAK

### Épisode 19:Rafinelli le Magnifique
- Québec : sur VRAK

### Épisode 20:Les Hamburguriades
- Québec : sur VRAK

### Épisode 21:Les Noces de steak-haché
- Québec : sur VRAK

### Épisode 22:Un pître à la mairie
- Québec : sur VRAK

### Épisode 23:Bons baisers de Caroline
- Québec : sur VRAK

### Épisode 24:Le Grand départ
- Québec : sur VRAK

Ève se voit offrir une place au sein d'une prestigieuse équipe professionnelle de vélo de montagne américaine, basée à San Francisco. C'est trop beau pour être vrai : elle pourra s'entraîner avec les meilleures sous le climat clément de la Californie, et sera payée en plus pour le faire ! Évidemment, ça implique d'abandonner son poste chez Creighton, sa vie à Montréal, et... Norbert! Finalement Eve décidera de rester à Montréal car ces amis sont plus importants que tout, mais Norbert; avec tout Les efforts qui a fait pour déménager en Californie avec Eve restera en Californie pour avoir son diplôme en mathématique. Il ne manquera pas cette chance...